# سابينو إيسلاس
سابينو إيسلاس (بالإسبانية: Sabino Islas)‏ (30 ديسمبر 1917 – 4 نوفمبر 1998) هو ملاكم مكسيكي راحل، مثّل بلاده في الألعاب الأولمبية الصيفية 1936.

## روابط خارجية
سابينو إيسلاس على موقع أوليمبيديا (الإنجليزية)